# Ševarlije, Kozarska Dubica
Ševarlije so naselje v občini Kozarska Dubica, Bosna in Hercegovina. 

## Deli naselja
Dolinića Brdo, Krnjajići, Neorići in Ševarlije.

## Prebivalstvo
| Pregled števila prebivalcev po letih | Pregled števila prebivalcev po letih | Pregled števila prebivalcev po letih | Pregled števila prebivalcev po letih | Pregled števila prebivalcev po letih | Pregled števila prebivalcev po letih |
| ------------------------------------ | ------------------------------------ | ------------------------------------ | ------------------------------------ | ------------------------------------ | ------------------------------------ |
| 1948                                 | 1953                                 | 1961                                 | 1971                                 | 1981                                 | 1991                                 |
| -                                    | -                                    | -                                    | 410                                  | 357                                  | 350                                  |

| Narodna sestava prebivalstva po letih                                                                                      | Narodna sestava prebivalstva po letih                                                                                      | Narodna sestava prebivalstva po letih                                                                                      |
| --- | --- | --- |
| 1971 | 1981 | 1991 |
| . skupaj: 410 Srbi 406 (99,02 %) Hrvati 1 (0,24 %) Muslimani 0 (0,00 %) Jugoslovani 2 (0,48 %) drugi in neznano 1 (0,24 %) | . skupaj: 357 Srbi 355 (99,43 %) Hrvati 1 (0,28 %) Muslimani 0 (0,00 %) Jugoslovani 0 (0,00 %) drugi in neznano 1 (0,28 %) | . skupaj: 350 Srbi 341 (97,42 %) Hrvati 2 (0,57 %) Muslimani 0 (0,00 %) Jugoslovani 1 (0,28 %) drugi in neznano 6 (1,71 %) |